# Secretario de Transporte de los Estados Unidos
El secretario de Transporte de los Estados Unidos (del inglés: United States Secretary of Transportation) es la cabeza del Departamento de Transporte de los Estados Unidos. El Secretario es miembro del Gabinete del Presidente de los Estados Unidos y decimocuarto en la línea de sucesión presidencial.

## Secretarías de Transporte

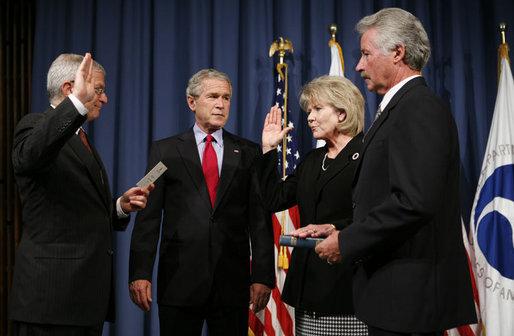
Mary Peters fue jurado como el décimo quinto Secretario de la Secretaria de Transporte de los Estados Unidos el 17 de octubre de 2006.

| N.º | Imagen                                       | Nombre                        | Mandato                                         | Bajo el mandato del presidente |
| --- | -------------------------------------------- | ----------------------------- | ----------------------------------------------- | ------------------------------ |
| 1   |                                              | Alan Stephenson Boyd          | 16 de enero de 1967 - 20 de enero de 1969       | Lyndon Johnson                 |
| 2   |                                              | John Anthony Volpe            | 22 de enero de 1969 - 1 de febrero de 1973      | Richard Nixon                  |
| 3   |                                              | Claude Stout Brinegar         | 2 de febrero de 1973 - 1 de febrero de 1975     | Richard Nixon                  |
| –   |                                              | John W. Barnum                | 2 de febrero de 1975 - 6 de marzo de 1975       | Richard Nixon                  |
| 4   |                                              | William Thaddeus Coleman, Jr. | 7 de marzo de 1975 - 20 de enero de 1977        | Gerald Ford                    |
| 5   |                                              | Brock Adams                   | 23 de enero de 1977 - 20 de julio de 1979       | Jimmy Carter                   |
| –   |                                              | W. Graham Claytor, Jr.        | 21 de julio de 1979 - 14 de agosto de 1979      | Jimmy Carter                   |
| 6   |                                              | Neil Goldschmidt              | 15 de agosto de 1979 - 20 de enero de 1981      | Jimmy Carter                   |
| 7   |                                              | Andrew L. Lewis, Jr.          | 23 de febrero de 1981 - 1 de febrero de 1983    | Ronald Reagan                  |
| 8   |                                              | Elizabeth Hanford Dole        | 7 de febrero de 1983 - 30 de septiembre de 1987 | Ronald Reagan                  |
| 9   |                                              | James H. Burnley IV           | 1 de octubre de 1987 - 2 de diciembre de 1987   | Ronald Reagan                  |
| 9   | 2 de diciembre de 1987 - 30 de enero de 1989 | James H. Burnley IV           |                                                 | Ronald Reagan                  |
| 10  |                                              | Samuel K. Skinner             | 6 de febrero de 1989 - 13 de febrero de 1991    | George H. W. Bush              |
| –   |                                              | James B. Busey IV (interino)  | 14 de diciembre de 1991 - 23 de febrero de 1992 | George H. W. Bush              |
| 11  |                                              | Andrew Card                   | 24 de febrero de 1992 - 20 de enero de 1993     | George H. W. Bush              |
| 12  |                                              | Federico Peña                 | 21 de enero de 1993 - 14 de febrero de 1997     | Bill Clinton                   |
| 13  |                                              | Rodney Slater                 | 14 de febrero de 1997 - 20 de enero de 2001     | Bill Clinton                   |
| –   |                                              | Mortimer L. Downey (interino) | 21 de febrero de 2001 - 24 de enero de 2001     | George W. Bush                 |
| 14  |                                              | Norman Mineta                 | 25 de enero de 2001 - 7 de julio de 2006        | George W. Bush                 |
| –   |                                              | Maria Cino (interina)         | 8 de julio de 2006 – 30 de septiembre de 2006   | George W. Bush                 |
| 15  |                                              | Mary E. Peters                | 30 de septiembre de 2006 – 20 de enero de 2009  | George W. Bush                 |
| 16  |                                              | Ray LaHood                    | 20 de enero de 2009 – 2 de julio de 2013        | Barack Obama                   |
| 17  |                                              | Anthony Foxx                  | 2 de julio de 2013 - 20 de enero de 2017        | Barack Obama                   |
| –   |                                              | Michael Huerta (interino)     | 20 de enero de 2017 - 31 de enero de 2017       | Donald Trump                   |
| 18  |                                              | Elaine Chao                   | 31 de enero de 2017 - 11 de enero de 2021       | Donald Trump                   |
| –   |                                              | Steven G. Bradbury (interino) | 11 de enero de 2021 - 20 de enero de 2021       | Donald Trump                   |
| –   |                                              | Lana Hurdle (interina)        | 20 de enero de 2021 - 3 de febrero de 2021      | Joe Biden                      |
| 19  |                                              | Pete Buttigieg                | 3 de febrero de 2021 - 20 de enero de 2025      | Joe Biden                      |
| –   |                                              | Judith Kaleta (interina)      | 20 de enero de 2025 - 28 de enero de 2025       | Donald Trump                   |
| 20  |                                              | Sean Duffy                    | 28 de enero de 2025 - Presente                  | Donald Trump                   |

### Línea temporal
- Datos: Q967737
- Multimedia: Secretaries of Transportation of the United States / Q967737